# It'll End in Tears
It'll End in Tears (1984) è l'album di debutto del supergruppo dei This Mortal Coil edito dalla 4AD.

## Il disco
Prodotto da Ivo Watts-Russell dell'etichetta discografica Piano, sottoetichetta della 4AD, il disco contiene diverse tracce interamente strumentali e alcune canzoni cantate da diversi artisti appartenenti a gruppi dell'etichetta stessa, come Elizabeth Fraser dei Cocteau Twins o Lisa Gerrard dei Dead Can Dance.

## Tracce
Lato A
1. Kangaroo (feat. Dominic Appleton) – 3:31 (Alex Chilton)
2. Song to the Siren (feat. Elizabeth Fraser) – 3:30 (Tim Buckley)
3. Holocaust (feat. Howard Devoto) – 3:38 (Alex Chilton)
4. Fyt (strumentale) – 4:24 (This Mortal Coil)
5. Fond Affections (feat. Gordon Sharp) – 3:51 (Gary Asquith, Marco Pirroni, Mick Allen, Mark Cox, Dorothy Max Prior)
6. The Last Ray (strumentale) – 4:08 (Ivo Watts-Russell, Robin Guthrie, Simon Raymonde)

Lato B
1. Another Day (feat. Elizabeth Fraser) – 2:54 (Roy Harper)
2. Waves Become Wings (feat. Lisa Gerrard) – 4:26 (L. Gerrard)
3. Barramundi (strumentale) – 3:56 (S. Raymonde)
4. Dreams Made Flesh (feat. Brendan Perry, Lisa Gerrard) – 3:48 (L. Gerrard)
5. Not Me (feat. Robbie Grey) – 3:44 (Colin Newman)
6. A Single Wish (feat. Gordon Sharp) – 2:27 (G. Sharp, S. Raymonde, Steven Young)